# 井上マイク
井上 マイク（いのうえ まいく、1986年3月18日 - ）は、日本のプロレス団体・DDT所属のリングアナウンサー。山梨県出身。妻は声優の清水愛。

## 経歴
2009年6月29日、リング・アナウンサーとしてデビュー。
2016年、DDTが運営する「Bar Lounge SWANDIVE」の店長に就任(2023年閉店)。
2016年8月2日、自身のtwitterで清水愛との結婚を報告した。
AbemaTV「DDTの土曜The NIGHT」では第1回からスタジオ内で行われる勝ち抜きプロレスの実況アナウンサーも務めている。

## 出演

### ウェブテレビ
- DDTの木曜TheNIGHT（2017年12月8日 - 2022年12月30日、AbemaTV） - コーナーレギュラー